# Costa Rica op de Olympische Jeugdzomerspelen 2010
Costa Rica nam deel aan de Olympische Jeugdzomerspelen 2010 in Singapore, de eerste editie van de Olympische Jeugdspelen.

## Medailleoverzicht
| Sport                                                                    | Olympiër                                                                 | Discipline                                                               | Medaille                                                                 |
| Als lid van een gemengd landenteam (telt niet mee voor landenklassement) | Als lid van een gemengd landenteam (telt niet mee voor landenklassement) | Als lid van een gemengd landenteam (telt niet mee voor landenklassement) | Als lid van een gemengd landenteam (telt niet mee voor landenklassement) |
| ------------------------------------------------------------------------ | ------------------------------------------------------------------------ | ------------------------------------------------------------------------ | ------------------------------------------------------------------------ |
| Judo                                                                     | Andrea Guillen                                                           | gemengd team                                                             | Brons                                                                    |

## Deelnemers en resultaten
(m) = mannen, (v) = vrouwen 

### Atletiek
| Olympiër        | Discipline       | Resultaat | Prestatie                                      |
| --------------- | ---------------- | --------- | ---------------------------------------------- |
| Gerald Drummond | 400 m horden (m) | 11e       | 1R serie 1: 54,51 pr (5e) B-finale: 54,83 (5e) |

### Judo
| Olympiër                  | Discipline    | Resultaat | Prestatie |
| ------------------------- | ------------- | --------- | --- |
| Andrea Guillen            | tot 63 kg (v) | 3e ronde  | 2R: verloor van ISR Rotem Shor 3R herkansing: verloor van EST Natalia Rak                                                                                              |
|                           |               |           | |
| Andrea Guillen team Caïro | gemengd team  |           | 1R: 5-2 team Birmingham won van BOT Neo Kapeko 2R: 4-4 team Hamilton (won op punten) won van HAI Wildjie Veltus F groep A: 2-5 team Essen verloor van JPN Miku Tashiro |

### Schermen
| Olympiër     | Discipline | Resultaat | Prestatie |
| ------------ | ---------- | --------- | --- |
| Julien Godoy | degen (m)  | 13e       | groep 1 (7e) 0-5 GER Nikolaus Bodoczi 1-5 KOR Na Beyong-hun 2-5 ROU Lucian Ciovica 5-3 SIN Wei Hao Lim 4-5 CZE Ondrej Novotny 2-5 CAN Alexandre Lyssov 1/8F 3-15 CAN Alexandre Lyssov |

### Triatlon
| Olympiër                        | Discipline   | Resultaat | Prestatie |
| ------------------------------- | ------------ | --------- | --- |
| Gabriel Zumbado                 | jongens      | 28e       | 1:00.19,17 (+5.37,68)                                                                                                 |
|                                 |              |           | |
| Gabriel Zumbado team Amerika-IV | gemengd team | 14e       | 1:27.52,84 (+ 8.01,42) 23.17 VEN Andrea Arenas 20.44 Gabriel Zumbado 23.30 COL Viviana Gonzalez 20.21 COL Andres Diaz |

### Zwemmen
| Olympiër      | Discipline     | Resultaat | Prestatie                |
| ------------- | -------------- | --------- | ------------------------ |
| Dayana Castro | 50 m vrij (v)  | 39e       | 1R serie 5: 28,60 (6e)   |
| Dayana Castro | 100 m vrij (v) | 45e       | 1R serie 2: 1.01,65 (3e) |

Afghanistan · Albanië · Algerije · Amerikaanse Maagdeneilanden · Amerikaans-Samoa · Andorra · Angola · Antigua en Barbuda · Argentinië · Armenië · Aruba · Australië · Azerbeidzjan · Bahama's · Bahrein · Bangladesh · Barbados · België · Belize · Benin · Bermuda · Bhutan · Bolivia · Bosnië en Herzegovina · Botswana · Brazilië · Britse Maagdeneilanden · Brunei · Bulgarije · Burkina Faso · Burundi · Cambodja · Canada · Centraal-Afrikaanse Republiek · Chili · China · Chinees Taipei · Colombia · Comoren · Congo-Brazzaville · Congo-Kinshasa · Cookeilanden · Costa Rica · Cuba · Cyprus · Denemarken · Djibouti · Dominica · Dominicaanse Republiek · Duitsland · Ecuador · Egypte · El Salvador · Equatoriaal-Guinea · Eritrea · Estland · Ethiopië · Fiji · Filipijnen · Finland · Frankrijk · Gabon · Gambia · Georgië · Ghana · Grenada · Griekenland · Groot-Brittannië · Guam · Guatemala · Guinee · Guinee‑Bissau · Guyana · Haïti · Honduras · Hongarije · Hongkong · Ierland · IJsland · India · Indonesië · Irak · Iran · Israël · Italië · Ivoorkust · Jamaica · Japan · Jemen · Jordanië · Kaaimaneilanden · Kaapverdië · Kameroen · Kazachstan · Kenia · Kirgizië · Kiribati · Koeweit · Kroatië · Laos · Lesotho · Letland · Libanon · Liberia · Libië · Liechtenstein · Litouwen · Luxemburg · Macedonië · Madagaskar · Malawi · Malediven · Maleisië · Mali · Malta · Marshalleilanden · Marokko · Mauritanië · Mauritius · Mexico · Micronesië · Moldavië · Monaco · Mongolië · Montenegro · Mozambique · Myanmar · Namibië · Nauru · Nederland · Nederlandse Antillen · Nepal · Nicaragua · Nieuw-Zeeland · Niger · Nigeria · Noord-Korea · Noorwegen · Oeganda · Oekraïne · Oezbekistan · Oman · Oostenrijk · Oost‑Timor · Pakistan · Palau · Palestina · Panama · Papoea-Nieuw-Guinea · Paraguay · Peru · Polen · Portugal · Puerto Rico · Qatar · Roemenië · Rusland · Rwanda · Saint Kitts en Nevis · Saint Lucia · Saint Vincent en Grenadines · Salomonseilanden · Samoa · San Marino · Sao Tomé en Principe · Saoedi-Arabië · Senegal · Servië · Seychellen · Sierra Leone · Singapore · Slovenië · Slowakije · Soedan · Somalië · Spanje · Sri Lanka · Suriname · Swaziland · Syrië · Tadzjikistan · Tanzania · Thailand · Togo · Tonga · Trinidad en Tobago · Tsjaad · Tsjechië · Tunesië · Turkije · Turkmenistan · Tuvalu · Uruguay · Vanuatu · Venezuela · Verenigde Arabische Emiraten · Verenigde Staten · Vietnam · Wit-Rusland · Zambia · Zimbabwe · Zuid-Afrika · Zuid-Korea · Zweden · Zwitserland